# Kościół Macierzyństwa Najświętszej Maryi Panny w Krasnej Górze
Kościół Macierzyństwa Najświętszej Maryi Panny – rzymskokatolicki kościół filialny położony w miejscowości Krasna Góra w gminie Niemodlin, powiecie opolskim, województwie opolskim. Kościół należy do parafii św. Mikołaja w Grabinie, w dekanacie Skoroszyce, diecezji opolskiej.

## Historia kościoła
Kościół został wybudowany w 1826 roku.